# Роман I (воєвода молдавський)
Роман I (ст.-укр. Романь, рум. Roman I; ? — 1394/1400) — воєвода Молдавський (1391—1394). Представник шляхетного дому Мушатів. Другий син Кості Мушата. Брат молдавського воєводи Петру I. Також — Роман Мушат (рум. Roman Mușat).

## Біографія
За молдовськими літописами був на молдовському троні 3 роки. Документально занотований перший раз в 30 березня 1392 року, коли видав грамоту з поміткою в «нашому місті», там міститься також термін буковина, друга грамота була видана 18 листопада 1392 в «нашому місті Сочава», в якій Роман себе називає «Господар молдовської Землі від гір до моря».
У січні 1393 Роман І склав присягу на вірність польському королю Владиславу II Яґайлу. В тому ж році Роман I уклав союз з подільським князем Федором Коріятовичом проти литовського князя Вітовта, якому польський король надав Кам'янець-Подільський з іншими подільськими землями.
У війні з Вітовтом подоляни та молдовани зазнали поразки 1393 року в битві під Брацлавом, Федір Коріятович змушений був шукати притулку в Мармарощині під захистом Угорщини. Це, ймовірно, спричинило втрату Романом І молдовського трону, оскільки на трон 1393 року був посаджений Штефан I за допомогою Яґайла.
Після того, як Вітовт 12 серпня 1399 року зазнав поразки у битві біля річки Ворскли разом з польським та молдовським військами, Роман I використав цю можливість, щоб повернути собі молдовський трон. Свидригайло, який замінив подільського намісника, що загинув під Ворсклою, взяв Романа I в 1400 в полон. Роман І, за допомогою свого небожа (племінника) Іваська, склав присягу на вірність королю Ягайлу.
Після Романа І на молдовському троні коротко знову був Юрій Коріатович (Юга) в 1400. На молдовський трон з допомогою Ягайла претендував також син Петра I Івасько. В цей час волоський воєвода втрутився в молдовські справи, взяв Юрія Коріятовича в полон, на трон посадив Романового сина — Олександра. Гробниці Штефана I та Романа I без дат смерті знаходилися в єпископській церкві Св. Миколая (Монастир Богдана) в Радівцях.

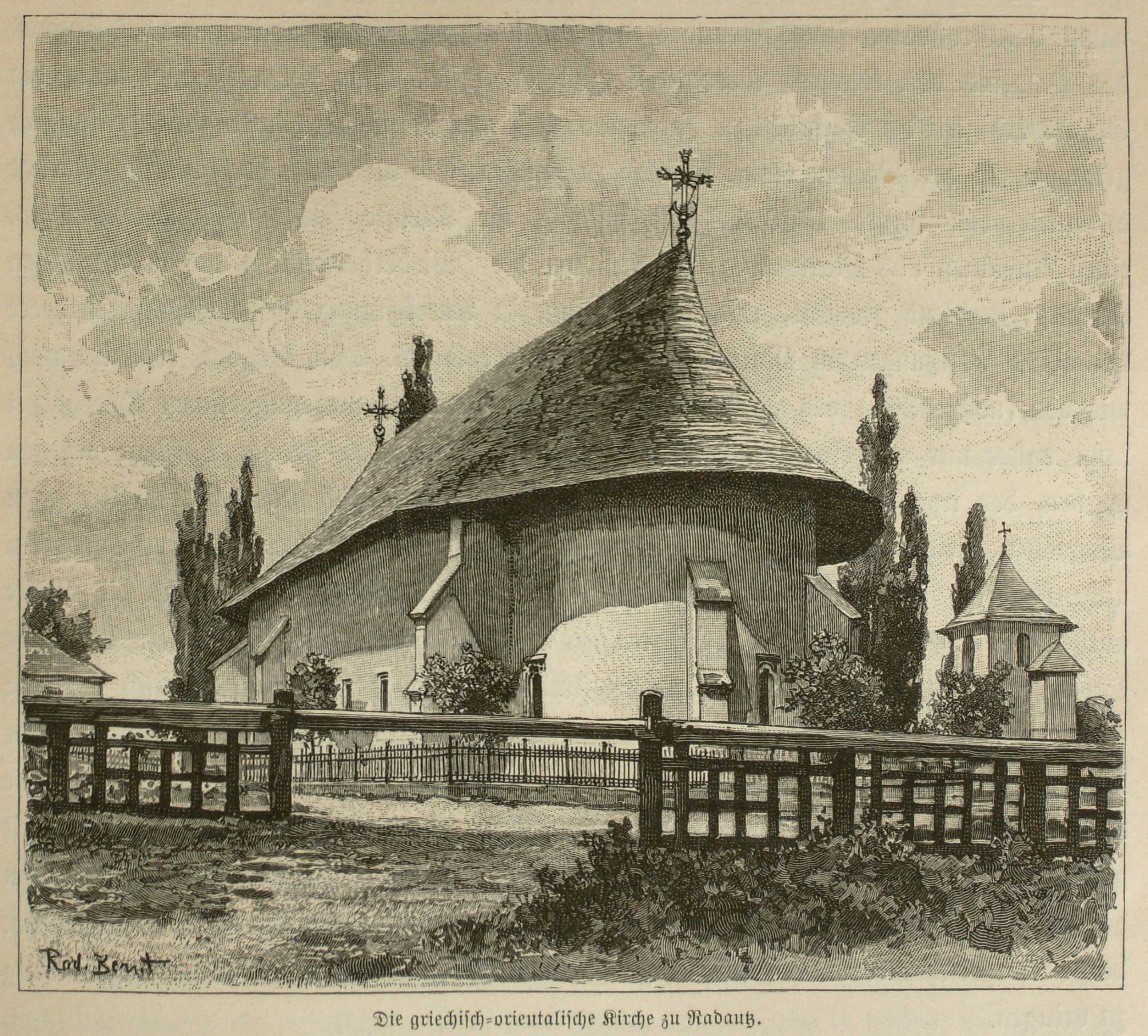
Церква Св. Миколая в Радівцях

## Титул
- 1393: ст.-укр. мы Романь воевода Молдавскии и дѣдичь оусей землѣ Волошскоі[2].

### Монографії
- Австрійсько-угорська монархія. — Відень 1899. — С. 75-76.